# Luteolin
Luteolin är en av de vanligast förekommande flavonerna. 
Det är ett gult färgämne som utvinns ur färgreseda (Reseda luteola) och har sedan länge, möjligen sedan antiken (åtminstone odlades färgreseda i stor skala i det medeltida Europa och nådde en topp under 1800-talet), använts för att färga textilier.
Luteolin isolerades först (från extrakt av färgreseda) av den franske kemisten Michel-Eugène Chevreul.
Försök har visat att luteolin kan minska inflammation genom att inhibera interleukin-6  och symtom vid septisk chock.
Luteolin hittas vanligen i blad, men även i skal, bark, klöverblommor och ambrosiapollen.   Det har också isolerats från Salvia tomentosa. Kostkällor omfattar selleri, grön paprika, perilla och kamomillte. 